# Железный крест (фильм)
«Железный крест» (англ. Cross of Iron; также «Штайнер: Железный крест», нем. Steiner – Das Eiserne Kreuz) — военная драма Сэма Пекинпа, снятая в 1977 году по роману Вилли Хайнриха «Терпеливая плоть». Съемки, начавшиеся 29 марта 1976 года, проходили в Триесте в Италии и Югославии. Премьера фильма состоялась 28 января 1977 года.

## Сюжет
1943 год, Вторая мировая война, восточный фронт, Таманский полуостров, «Голубая линия». После успешного выполнения очередного задания награждённому медалями Рольфу Штайнеру присваивается звание фельдфебеля. Командующим подразделения Штайнера назначен заносчивый прусский аристократ капитан Штрански. После кровопролитного боя с Красной армией, в котором погиб возглавлявший наступление лейтенант Мейер, капитан, трусливо отсиживающийся в тылу, заявляет, что это он возглавлял бой, и требует, чтобы его наградили Железным крестом. Штрански желает удовлетворить свои амбиции и укрепить имя своей аристократической семьи. Он призывает в свидетели Штайнера и лейтенанта Трибига, имеющего славу гомосексуалиста. Однако Штайнер, недовольный командованием и заносчивостью капитана, отказывается участвовать в подлоге. Когда полковник Брандт отдаёт приказ оставить позицию, Штрански не доносит это распоряжение до подразделения Штайнера, тем самым обрекая их на гибель.

## В ролях
- Джеймс Коберн — фельдфебель Рольф Штайнер
- Максимилиан Шелл — капитан Штрански
- Джеймс Мэйсон — полковник Брандт
- Дэвид Уорнер — капитан Кизель
- Клаус Лёвич — капрал Крюгер
- Вадим Гловна — рядовой Керн
- Роджер Фриц — лейтенант Трибиг
- Дитер Шидор — рядовой Ансельм
- Игорь Гало — лейтенант Майер
- Вероник Венделл — Марга
- Сента Бергер — Ева
- Славко Штимац — Миша, русский мальчик

## Съёмочная группа
- Режиссёр-постановщик: Сэм Пекинпа
- Сценаристы: Джулиус Дж. Эпстайн, Джеймс Хэмилтон, Уолтер Келли
- Продюсеры: Вольф Хартвиг, Арлин Селлерс, Алекс Винитский
- Оператор: Джон Кокийон
- Композитор: Эрнест Голд, Петер Томас
- Художники-постановщики: Брайан Экланд-Сноу, Тед Хеуорт
- Монтажёры: Майкл Эллис, Мюррей Джордан, Тони Лоусон, Херберт Ташнер
- Звукорежиссёр: Родни Холланд
- Гримёр: Колин Артур
- Спецэффекты: Робин Каттеридж, Хельмут Клее, Рихард Рихтсфельд
- Постановщик трюков: Питер Брейэм
- Дирижёр: Эрнест Голд

## Награды
1977 — Награда «Золотого экрана» (ФРГ)